# Pia Rijsdijk
Pia Rijsdijk (in olandese: pia raisdaik); Rotterdam, 25 marzo 1992) è una calciatrice olandese, di ruolo attaccante.

## Carriera

### Nazionale
Rijsdijk inizia ad essere convocata dalla Federcalcio olandese dal 2010, inserita in rosa nella formazione Under-19 che affronta le qualificazioni all'Europeo di Italia 2011. In questa fase viene impiegata nelle tre partite della prima fase, dove va a segno con le pari età di Fær Øer (9-1) e Bielorussia (9-0), una rete con la prima e una doppietta con la seconda, mentre nella fase élite gioca solo l'incontro vinto 11-0 con la Lituania segnando nuovamente una doppietta. Ottenuto l'accesso alla fase finale è nuovamente in rosa, scendendo in campo in tutti i tre incontri giocati dalla sua nazionale nella fase a gironi. In quest'ultima occasione Rijsdijk va a segno il 30 maggio, nell'incontro inaugurale del girone B pareggiato per 1-1 con la Spagna, condividendo il percorso con le compagne che vedono i Paesi Bassi sconfitti prima dalla Norvegia, 3-0 il risultato, e poi dalla Germania per 2-1 dopo che erano andati inizialmente in vantaggio con Shanice van de Sanden. Con due sconfitte e un pareggio i Paesi Bassi vengono eliminati già alla fase a gironi, con le reti che resteranno le uniche due segnate nella competizione continentale dalle Orange.

## Statistiche

### Presenze e reti nei club
Statistiche aggiornate al 23 maggio 2021.
| Stagione        | Squadra         | Campionato      | Campionato | Campionato | Coppe nazionali | Coppe nazionali | Coppe nazionali | Coppe continentali | Coppe continentali | Coppe continentali | Altre coppe | Altre coppe | Altre coppe | Totale | Totale |
| Stagione        | Squadra         | Comp            | Pres       | Reti       | Comp            | Pres            | Reti            | Comp               | Pres               | Reti               | Comp        | Pres        | Reti        | Pres   | Reti   |
| --------------- | --------------- | --------------- | ---------- | ---------- | --------------- | --------------- | --------------- | ------------------ | ------------------ | ------------------ | ----------- | ----------- | ----------- | ------ | ------ |
| 2017-2018       | MSV Duisburg    | BL              | 17         | 1          | CG              | 1               | 0               | -                  | -                  | -                  | -           | -           | -           | 18     | 1      |
| 2019-2020       | Sand            | BL              | 7          | 0          | CG              | 2               | 0               | -                  | -                  | -                  | -           | -           | -           | 9      | 0      |
| 2020            | Arna-Bjørnar    | TS              | 12         | 1          | CN              | 2               | 2               | -                  | -                  | -                  | -           | -           | -           | 14     | 3      |
| 2020-2021       | Napoli          | A               | 11         | 1          | CI              | -               | -               | -                  | -                  | -                  | -           | -           | -           | 11     | 1      |
| Totale carriera | Totale carriera | Totale carriera | 47+        | 3+         | -               | 5+              | 2+              | -                  | -                  | -                  | -           | -           | -           | 52+    | 5+     |

## Palmarès

### Club
- Coppa dei Paesi Bassi: 1

ADO Den Haag: 2015-2016